# Flatow (Kremmen)
Flatow ist ein Ortsteil der Stadt Kremmen im Landkreis Oberhavel in Brandenburg.

## Geografie und Verkehrsanbindung
Der Ort liegt südwestlich der Kernstadt Kremmen an den Landesstraßen L 16 und L 17 und an der ehemaligen Bahnstrecke Nauen–Oranienburg. Südlich verläuft die A 24. Nordöstlich von Flatow erstreckt sich das rund 1186 ha große Naturschutzgebiet Kremmener Luch.

## Geschichte
Urkundlich wird der Ort im Jahre 1355 ersterwähnt. Damals verlieh Markgraf Ludwig der Römer Coppecke von Bredow Schloss und Stadt Kemmen mit den dazugehörigen Dörfern, unter denen auch Flatow genannt ist.
1471–1473 wurde die Kirche als rechteckiger Saalbau mit Westturm aus Feldsteinen und Ziegeln erbaut. Der Ostgiebel weist eine spitzbogige Blendengliederung auf.
1572 wird erstmals ein Rittersitz mit einem ansässigen Bernd von Bredow erwähnt.
1628 fiel das Pfarrhaus einem Brand zum Opfer, sodass genauere Familiendaten für die Zeit vor dem Dreißigjährigen Krieg fehlen.
1710–1719 wurden bei einer Instandsetzung die Kirchenfenster vergrößert und mit Segmentbögen versehen. Das Innere wurde barock ausgestaltet sowie für die Patronatsloge ein Anbau errichtet.
Bedingt durch gute Einnahmen aus dem Torfabbau im Rhinluch für den Berliner Bedarf konnten am 27. Juni 1838 dreiundzwanzig Bauern das Rittergut für 27000 Taler erwerben. Sie bewirtschafteten das Gut bis 1862 gemeinsam – Flatow war vermutlich das erste genossenschaftlich bewirtschaftete Gut in Deutschland. Danach wurde die Brennerei genossenschaftlich weitergeführt sowie die 70 ha Wald gemeinschaftlich bewirtschaftet. Das Acker- und Grünland wurde aufgeteilt. Die Genossenschaft übernahm auch das Kirchenpatronat und war somit für den Unterhalt von Kirche und Pfarrhaus zuständig.
Am 31. Dezember 2001 schloss sich Flatow mit sechs anderen Gemeinden zur Stadt Kremmen zusammen.

## Sehenswürdigkeiten
- In der Liste der Baudenkmale in Kremmen sind für Flatow acht Baudenkmale aufgeführt.
- In der Liste der Bodendenkmale in Kremmen sind für Flatow zwölf Bodendenkmale aufgeführt.
- In der Liste der Naturdenkmale in Kremmen ist für Flatow kein Naturdenkmal aufgeführt.